# Teleologie
Teleologie (altgriechisch τέλος télos, Gen. τέλεος téleos ‚Zweck‘, ‚Ziel‘, ‚Ende‘) ist die Lehre (λόγος lógos), der zufolge Handlungen und Dinge oder überhaupt die Prozesse ihrer Entstehung und Entwicklung durchgängig zielorientiert ablaufen. Woraus die Ziele bestehen und wer oder was ihre Ursache sei – ob ein Gott, ob ein schöpferisches Energiepotential oder der Mensch mittels einer unzulässigen Anthropomorphisierung – ist der Gegenstand von seit der Antike anhaltenden Diskussionen, an denen Philosophie, Wissenschaft und Theologie gleichermaßen beteiligt sind. Je nach Konfession, Weltbild und Schärfe des Denkens ihrer Akteure bieten sie mehr oder minder übereinstimmende oder eher unvereinbare Antworten.
Es gibt also verschiedene Zwecklehren mit je eigenen Vorgeschichten; der sie unter sich zusammenfassende Begriff Teleologie wurde erstmals vom deutschen Philosophen Christian Wolff in seiner Philosophia rationalis, sive logica (1728) eingeführt.

## Teleologische Weltanschauungen
Wissenschaftliche Teleologien der jüngeren Gegenwart stammen von Karl Popper, Sigmund Freud und Wolfgang Stegmüller. Ihre Gemeinsamkeit stellt dar, dass sie sich auf Darwins Evolutionstheorie beziehen, wobei unter dem Zweck dieses Geschehens allgemein etwas verstanden wird, durch das sich die Phänomene an ihre jeweils unmittelbare Umgebung anpassen. Gemäß Freuds Erörterung der ökonomischen Koordinate seiner Metapsychologie liegt dem ein immanentes Streben nach energetischer Selbstoptimierung zugrunde (Ausmerzung ‚sinnlos‘ energievergeudender Aspekte oder Umwege) – also nicht die Erlangung eines Ziels, das ihnen von einem fremden Willen auferlegt oder eingepflanzt worden sei.
Auch die moderne Kosmologie vermutet hinter allem phänomenalen Geschehen kein göttliches Wollen; annehmbar sei allenfalls eine so genannte Singularität. Hierbei handelt es sich zwar um keinen empirisch fassbaren Gegenstand (physikalisch sind jenseits der Planck-Grenze sinnvolle Aussagen unmöglich), nichtsdestotrotz gilt sie als undimensionales Potential all jener Energien, die durch den Urknall raumzeitliche Formen (Dimensionen) anzunehmen begannen, d. h. sich als Kosmos manifestierten.
Energeia stellt für den griechischen Philosoph Aristoteles nun keinen bloß physikalischen Sachverhalt dar, als vielmehr den metaphysischen Inbegriff aller schöpferischen Tätigkeit, bzw. mit Denkvermögen begabter Bewegung. So führt er eine den Lebewesen wie unbelebten Dingen innewohnende Zweckmäßigkeit auf den Unbewegten Beweger als die erste Ursache des Kosmos insgesamt zurück.
Weiterhin ist Aristoteles einer der ersten Philosophen, die mit der Untergliederung der Naturforschung in verschiedene Fachgebiete begannen und dabei nach rein vernünftigen Kriterien zu urteilen bemüht waren. So unterscheiden sich solche wissenschaftlichen Teleologien inhaltlich von den Zwecklehren der monotheistischen Religionen. Während für erstere die zu entdeckenden Naturgesetze maßgeblich sind, um den Menschen von seiner ersten Ursache her verstehen und wo erforderlich Empfehlungen im Sinne eines fundierten Glückszustandes geben zu können (s. Nikomachische Ethik), orientieren sich die Glücks- oder Erlösungsvorstellungen letzterer dogmatisch an den moralischen Verhaltensvorschriften u. a. des alttestamentarischen Dekalogs. Mythische Erzählungen wie das vom biblischen Gott im Paradiesgarten erlassene Verbot der Berührung des Baumes der Erkenntnis und des Verstoßes dagegen bieten dem Betrachter eine Art Rechtfertigung für die Herkunft des menschlichen Leidens auf Erden: dass es nämlich im Sinne einer Strafe zu verstehen sei, die die Menschheit zunächst abzubüßen hätte, bevor ihr die Erlösung zuteilwerden kann.

## Transzendente und immanente Teleologien
Diese Begriffe unterscheiden, ob einer jeweiligen Weltanschauung die Annahme einer entweder äußeren (transzendenten) oder aber inneren immanenten Zweckursache zugrunde liegt.
Transzendente Auffassungen
Mittels der göttlichen Vernunft des Nous wird bei Anaxagoras die zweckmäßige Ordnung der Welt durch das Wirken einer Urkraft erzeugt, die nicht räumlich in den Dingen vorhanden ist, somit das sinnlich Erfahrbare übersteigt oder transzendiert, sich von ihnen aber auch nicht konkret abtrennbar denken lässt. So stellt für Heraklit ein dem Urfeuer des Logos innewohnender Mangel i. S. von Begehren (s. a. Eros) geradezu die Ursache der Weltbildung dar, Sättigung entsprechend die ihrer Vernichtung. Ähnlich argumentiert Freud im Kontext seiner universalen „Libido“-Energie : Jegliches seelische Geschehen wurzele im Spannungsauf- und -abbau dieser Energie, die dem Lebewesen in Form des Wechsels von der Bedürfnisregung hin zur Bedürfnisstillung spürbar und bewusst werde. Platon, aus dessen Darlegung des Eros anhand der Kugelmenschen Freud eine wichtige Anregung zur genaueren Gestaltung der Libidotheorie übernahm, führt die Welt mit ihren einzelnen Phänomen auf einige wenige Ideen zurück, deren höchste repräsentiert ist durch die form-, farb- und geruchlose Wesenheit einer reinen Dynamis und Anaximander ortet die Ursache allen kosmischen Geschehens im Apeiron, das als das unerschaffen-unzerstörbare Unbegrenzte (Unfassbare) die fassbaren seienden Dinge in sich – wie aus dem 'Nichts' – entstehen und auch wieder vergehen lässt, indem sie aneinander Strafe und Buße tuen für ihre Ungerechtigkeit, nach dem Befehl der Zeit. Von einer transzendenten Zweckursache sowohl der Welt als auch der 10 Gebote handelt – nach Auffassung der christlichen Theologie sowie mancher ihrer Gegner – ebenfalls die alt- und neutestamentarische göttliche Vorsehung mit ihrem respektiven Gottesbegriff.
Immanente Teleologien
Anders als Platon, der für das Reich seiner im Alter zunehmend mathematisch formulierten Ideen einen überhimmlisch gelegenen Aufenthaltsort konzipiert, verlegt Aristoteles die Zweckursache der Welt ins Innere der anfänglich formlos gedachten Materie und schreibt der Herausbildung ihrer konkreten Formen sowie des weiteren Verhaltens solcher Dinge und Lebewesen ein Streben nach bestimmten Zielzuständen zu, mit deren Erlangung sich ihr Dasein vollendet. Der Zielzustand des Menschen (Anthropos) verwirkliche sich in seinem So-Sein als Zoon politikon und durch die davon bedingte Glückseligkeit (Eudämonie).

## Teleologie und evolutive Kausalität
Wie bei der Gegenüberstellung von Transzendenz und Immanenz, wurde in der Philosophiegeschichte des Abendlandes auch bezüglich des Gegensatzes von Monismus und Dualität der Versuch unternommen, für die Teleologie gültige Unterscheidungen zu treffen. Während dualistische Konzepte Teleologie und Kausalität als sich gegenseitig ausschließende Begriffe auffassen, betrachten monistische Positionen beide als einander ergänzende Aspekte. Teleologie und Kausalität stehen somit nicht im Widerspruch zueinander, sondern bilden durch die Annahme einer ersten Ursache, die das energetisch-mechanische Weltgeschehen bestimme, eine philosophisch übergeordnete Synthese.
Einen Monismus diesen Sinnes vertritt Sigmund Freuds Metapsychologie, indem sie den kausalen Prozessen der Evolution mit der „Libido“ ein teleologisches Moment voraussetzt, das sich die Lebewesen anhand natürlicher Zuchtwahl zur Schönheit entwickeln lässt. Das Ziel (telos) besteht nicht aus einem erst nach und nach zu erlangenden Maximum an Komplexität, wie es eine Interpretation der klassischen Geschichte des Menschen als Krone der Schöpfung behauptet, sondern aus Anpassung an die Faktoren der jeweiligen Umgebung. Da diesem evolutiven Geschehen der Prozess einer energetischen Optimierung zugrunde liegt, baut er aufwendig komplex oder stark entwickelte Organe auch wieder ab, sofern sie sich als überflüssig oder weniger beansprucht erweisen. (Beispiel: Abschwächung des Gebisses bei parallelem Wachstum des Gehirns im Zuge der Hominisation; ebenfalls die teils vollständige Rückbildung der Augen bei einigen Arten der Höhlenfische). Dieser sich energetisch selbstoptimierende Prozess inkludiert, neben dem objektiven Schönen der entstehenden Strukturen, das Gut ihrer Stabilität gegenüber angreifenden Faktoren. (Vgl. Florian Freistetters Fachartikel Goldener Schnitt, die irrationalste aller Zahlen.)
Der konstitutiven Rolle, die die Teleologie in diesen Ansätzen ausübt, lässt sich ein im „regulativen“ Sinne zu verstehender heuristischer Gebrauch gegenüber stellen. So studiert die moderne Wissenschaft der Teleologie analoge Vorgänge unter der Bezeichnung Teleonomie.

## Negationen der Teleologie
Strikt anti-teleologisch ausgerichtet sind die rein mechanistisch-kausal konzipierten Weltanschauungen (Lucrez, Hobbes, Descartes), darunter insbesondere der eliminative Materialismus. Der Akt der Elimination wendet sich hier allerdings nicht lediglich gegen die Hypothese eines teleologisch wirkenden Faktors, vielmehr wird das Vorhandensein eines Ziele setzen könnenden geistigen Prinzips in der Materie grundsätzlich zu einem Irrglaube erklärt. Der Körper bzw. die Physis (griechisch: Natur) – auch beim Menschen – ist demnach prinzipiell geistlos.

## Philosophiegeschichte
„Nichts geschieht zufällig, sondern alles aus einem Grunde und mit Notwendigkeit.“

Dieser Satz, überlieferungsgemäß Leukipp zugeschrieben, weist entschieden jedwede Teleologie zurück, denn unter „Grund“ (lógos) ist hier nichts anderes zu verstehen als das mathematisch-mechanische Gesetz, welchem die Atome in ihrer Bewegung mit unbedingter Notwendigkeit folgen.
Verschiedene Denker nehmen an, dass die Teleologie insgesamt in der Theologie beheimatet sei: dass nämlich ein unfehlbarer Baumeister – im Sinne einer nicht weiter hinterfragbaren ersten Ursache – den Kosmos so eingerichtet habe, dass der Mensch, der seine eigene, freilich fehlbare Vernunft etwa beim Maschinenbau in analoger Weise anzuwenden lernte, jenes hypothetische Konstruktionsverfahren (welches mündet in seiner eigenen 'Herstellung' als dessen Krone) rückblickend als zweckmäßig erkennen muss. Aristoteles scheint im Wesentlichen ein Vertreter dieser Position zu sein. In seine Erwägungen bezieht er frühere Philosophen wie Empedokles, Anaxagoras, Sokrates und Platon mit ein, doch sieht er sich selbst als den Begründer einer besonderen Zwecklehre.
Der These einer rein theologisch angelegten Teleologie steht freilich gegenüber, dass die Annahme einer Ersten Ursache nichts darstellt, das die monotheistischen Religionen für sich allein beanspruchen könnten. Eher als um ein Dogma religiöser oder ideologischer Art, handelt es sich um eine philosophisch-erkenntnistheoretische Maßnahme, deren Zweck darin liegt, die Problemstellung des sog. Infiniten Regresses zu unterbinden.
Jedoch ist Aristoteles in der Tat der erste, der das Zweckprinzip zum Gegenstand einer Untersuchung erhoben hat: Das Wesen und die erste Ursache jedes Dinges ist der in ihm ruhende Zweck. Damit stellt er sich in ausgesprochenen Gegensatz zur mechanischen Weltauffassung Demokrits, welche er tadelt, weil sie die Zweckursachen außer Acht lasse und alles auf die bloße Notwendigkeit zurückführe: nennbare Ursachen, für die ihrerseits präzise Ursachen anzugeben seien usw. ad infinitum. Aristoteles Lehre von einem kausal nicht weiter hinterfragbaren, ersten „immanenten“ Zweck, basiert auf der definiten Ausschaltung des infiniten Regress und darüber hinaus auf einem Superlativ (Ideal) des menschlichen Vernunftdenkens: Unfehlbarkeit und Allwissenheit. Allerdings wird die Idee eines personalen Gottes zugunsten eines abstrakten Pantheismus aufgegeben.

### Intention vs. Zufall
Gegen die These der göttlichen Unfehlbarkeit (u. a. bei der Herstellung des Menschen als Fernziel der Schöpfung) wendet sich wiederum Heraklit. Wie Aristoteles unterbindet er den Infiniten Regress durch das Argument, dass das Urfeuer eine aus sich selbst emporwachsende Kraft sei, darüber hinaus aber vergleicht er das schöpferische Prinzip dieser Energie (pantheistisch: Kampfdrang; erste Ursache des Kosmos; Herrscher über das All) einem spielenden Kind, intentioniert von einem vitalen Spieltrieb, wie beim kindlichen Trial and Error am Schachbrett. (Hermann Diels, Aphorismen 54–55; 115).
Diese grundsätzliche Unberechenbarkeit (Alles Fließt) vermag Erfahrungen zu sammeln, scheint also mit den Prinzipien der Evolutionstheorie übereinzustimmen: Mutation und evolutives Speichern genetischer Information. Genauer betrachtet jedoch setzte Darwin in seiner Evolutionstheorie anstelle eines vitalen Spieltriebs den geistlosen (Intentions-freien) Zufall als Urgrund der unvorhersehbaren Variabilität. Dieser Standpunkt fußt im Mechanizismus, und dies gilt ebenfalls für die Quantenphysik – abermals konterkariert vom Quantendarwinismus: Mittels der Annahme, dass es zwischen den Quantensystemen im Augenblick des Zusammenbruches ihrer sog. Superpositionen zu einer Einigung käme, wird in dies Geschehen am Grunde der unbelebten Natur (Licht- und Materiewellen) ein psychologisches Moment wieder eingeführt: Nicht erst der Mensch als Beobachter z. B. von Schrödingers Katze, sondern bereits die Umgebung selbst wirke als zugleich Einfluss nehmender Zeuge.
Der Aristotelismus, der seinem Demiurg – als Unbewegten Beweger – von vornherein Unfehlbarkeit und Allwissenheit zuschreibt, nimmt einen grundsätzlich anderen Weg als Heraklits Vergleich der Gottheit mit einem unwissenden, spielenden Kind. Darüber hinaus kennt Aristoteles für das Gestaltungsprinzip seines Weltschöpfers neben der causa finalis (Endzweckursache) drei weitere Arten von Ursachen, die für diese Variante der Teleologie relevant sind, nämlich die causa efficiens (Wirkursache; Ökonomie der Prozesse), die causa materialis (Ursache des Materials) sowie die causa formalis (Formursache). Mit ihrer Zusammenfassung unter dem Gedanken der Zweckursache werden – wie gesagt analog zu den menschlich planvollen Handlungen – alle natürlichen Prozesse zu erklären versucht, indem solche Teleologien Auskunft geben über die Herkunft ihrer Ökonomie, die daran beteiligten Materialien und deren Formen.

### Zeit und Ewigkeit
Dem christlichen Mittelalter leuchtete die Idee ein, dass auch der zeitliche Ablauf der Begebenheiten des Menschenlebens und die Abfolge der Generationen einen zweckvollen Gesamtsinn habe: Aufgrund der Erbsünde Adam und Evas (dem Mythos nach vor ca. 7000 Jahren im Paradiesgarten Mesopotamiens begangen) sah Gott Vater eine sich langwierig hinziehende Bestrafung all seiner Menschenkinder vor – von ihrer Verbannung aus Eden über einen geplanten Genozid (s. Sintflut im Atraḫasis-Epos) bis hin zur provisorischen Entgeltung der Schuld mittels ersatzweiser Hinrichtung seines Sohnes Jesus Christus (Opferlamm) –, dies soll aber demnächst, nicht ohne ein Letztes Gericht, in die Erlösung der Menschheit von ihrem selbstverschuldeten Leiden einmünden, den von den Kirchenvätern postulierten Gesamtsinn vollendend. Insofern erhebt sich hier neben einer naturgesetzlichen Teleologie des Kosmos diejenige der die Menschheit anbetreffenden Geschichte aus einer auf religiöse Weise moral-gesetzlich begründeten Perspektive.
Der Gedanke eines zeitlichen Moments, das die Naturvorgänge bestimme, ist an sich aber nicht neu, sondern fast ebenso alt wie die abendländische Philosophiegeschichte: Bereits Anaximander – nach Thales der zweite der überlieferten Naturphilosophen – unterwirft das Werde-Vergehen der Phänomene (begrenzten Dinge) aus und zurück in das Unbegrenzte (ihren Quelle und Ziel) dem „Befehl der Zeit“. Bemerkenswert ist seine Formulierung der Beschaffenheit der seienden Dinge und der sich ihm daraus erklärenden Art und Weise ihres (Wieder)Vergehens: Die Phänomene seien wesenhaft ungerecht und löschen sich daher gegenseitig aus (Annihilation, gemäß Befehls der Zeit), dadurch wieder zu dem Unbegrenzten (Apeiron) werdend, woraus sie einst entstanden.

### Natur- und moralgesetzliches Denken
Von Bedeutung für die philosophische Einordnung der verschiedenen Teleologien ist die Frage, welche Kriterien jeweils zur Anwendung kommen. Ist die eben angedeutete Variante eines 'Jüngsten Gerichts' (Wiederherstellung absoluter Gerechtigkeit) in moralischen Ver- und Geboten wie denen des mosaischen Dekalogs verankert, oder entspricht sie einer Auffassung, die den Gerechtigkeitsbegriff mit den naturgesetzlichen Gegebenheiten abzustimmen bemüht ist? Naheliegend wäre ein z. B. geometrisch konzipierter Gerechtigkeitsbegriff: Einstein zufolge ist die Raum-Zeit in Anwesenheit von Masse gekrümmt – sonst glatt bzw. eben – geometrisch gerecht. Das gleiche Kriterium umfasst die Wahrscheinlichkeits-Wellen der Quantenphysik und das respektive Vermögen der Materie- und Antimateriewellen, sich wechselseitig vollständig zu vernichten (Annihilation; negative Interferenz). Solch ein Vorgang, bei dem genau genommen die frei gesetzte, gemäß dem Erhaltungssatz auch unzerstörbare Energie, sofort neue Wellen in Form von Licht erzeugt, ist möglich, weil den sich vernichtenden Materiewellen Zeitpfeile zugrunde liegen, die in jeweils gegensätzliche Richtungen deuten: voran und zurück. Auch Solon argumentiert geometrisch, indem er das Wesen der Gerechtigkeit einem Gewässer vergleicht, dessen Oberfläche nie von einem Windhauch berührt wurde, und noch Harald Lesch beginnt seinen berühmten Vortrag Was ist ein Symmetriebruch? mit einer unbegrenzt ausgedehnten kosmischen Wasserkugel, um anhand ihrer völligen Glätte den Zustand vor einem ersten Bruch der Symmetrie zu illustrieren: „Kein Lüftchen regt sich.“ Zum Symmetriebruch – und somit Anfang einer exakt physikalischen Schöpfungsgeschichte – kommt es nach diesem Bild, indem Herrn Leschs 'auf den Wassern schwebendes Bewusstsein' eine erste Welle (raumzeitliche Krümmung) auf oder innerhalb der Wasserkugel entstehen lässt.
Die Vorstellung eines grundsätzlich aus Wasser bestehenden Weltalls deckt sich mit der Lehre Thales und einem Gedanken Heraklits, der zudem von einer Äquivalenzbeziehung analog den zwei Seiten einer Gleichung wie E=mc² zu berichten scheint: Feuers Umwende (ist): Wasser. Umtausch des Feuers gegen die Welt und der Welt gegen das Feuer, wie beim Tausch des Goldes gegen Waren und der Waren gegen das Gold.

### Anthropomorphe Kosmogonie
Die Idee eines Weltalls aus reinstem Wasser, in das ein göttliches Prinzip gestaltend einzugreifen vermag, ist uralt: Die Schöpfungsgeschichte der Sumerer in Mesopotamien setzt an mit einem kosmisch-allumfassenden Süßwasserozean, in dessen Kugelform der Geist des Gottes Enlil eintaucht, um in ihrem Mittelbereich zuerst Luft und Erde ('lichtes Oben' und 'dunkles Unten') voneinander zu trennen; so entsteht unser Planet als mythischer Weltenberg mit einer an seinem oberen Teil wie eine Blase haftenden Atmosphäre, rings umgeben vom kosmischen Gewässer. Danach beginnt diese Kultur mit der Urbarmachung Edens (Sumerisch für Steppe), wodurch die öde Landschaft in einen blühenden Garten verwandelt wird: Dem Epos Atrahasis zufolge erschaffen die unteren (Erd-)Götter zwei große Flüsse – Euphrat und Tigris – als Bewässerungskanäle, während die oberen die Führung innehaben, jedoch hält die friedliche Kooperation beider Parteien nicht lange an: Aufgrund der als ungerecht empfundenen Aufgabenteilung kommt es zu einem Konflikt (Revolte der unteren Götter), den die Herrscher dieser Kultur mittels der Herstellung eines ersten Paares von Menschen (Arbeitssklaven) zu befrieden versuchen. Die Folgen stellen eine 'Bevölkerungsexplosion' (Verknappung von Nahrung u. a.) und der letztlich scheiternde Versuch eines Genozids an der künstlich erschaffenen Menschheit dar, den die im Abendland später entstandenen Religionen unter dem Begriff der Sintflut übernahmen.

### Philosophie vs. Religion
Abwegige Vorstellungen und Irrtümer zu erkennen, um über deren methodische Elimination fundierte Weltbilder zu entwickeln, z. B. bereinigt von durch unbewusste Projektion entstellten Menschheits-, Gottes- und Gerechtigkeitsbegriffen, kennzeichnet erst die hellenische Naturphilosophie. Offen und scharf wendet sich auch Spinoza gegen den Anthropomorphismus der seinerzeit vom Monotheismus des Christen- und Judentums in Beschlag genommenen Teleologie. Es sei absurd, von einer planvollen Zielstrebigkeit der Gottheit und gar solchen Zwecken zu reden, die sich auf den Menschen beziehen. Da alles mit ewiger Notwendigkeit aus dem Wesen der Gottheit folge – die er in seiner Ethik als unzerstörbare, unerschaffene und unteilbare Substanz definiert – und der Kosmos in jedem Moment perfekt eingerichtet sei (vgl. Leibnitz’ Prästabilierte Harmonie), existiere für eine Zwecktätigkeit (die als solche zeitlicher Abstände bedarf) keinerlei Raum. Aus Spinozas Sicht stellt daher die Erklärung der Naturdinge anhand eines vermenschlichten Wollen Gottes ein Asyl der Ignoranz für jene Naturforscher dar, die zwar den Begriff Gott verwenden, dessen fundierte Bestimmung aber nicht leisten können oder -wollen.
Francis Bacon hat schon das eigentlich Neue, das Kopernikus, Kepler und Galilei durch die Methode gezielt vorgenommener Experimente in die Geistesgeschichte des Abendlandes eingeführt hatten, nicht realisiert. Und trotz manch scharfer Polemik gegen die aristotelische Betrachtungsweise, hielt er wesentliche ihrer Postulate aufrecht, nämlich die Formenlehre und Teleologie – allerdings nur rein formal: ohne sich erkenntnistheoretisch mit ihnen auseinanderzusetzen.

### Kopernikanische Wende in der Erkenntnistheorie
Immanuel Kant relativiert in seiner Kritik der Urteilskraft die Annahme zweckgerichteter Prozessen in der Natur, bzw. grenzt den Gültigkeitsbereich des Begriffes Teleologie auf den Bereich der Organismen ('Biologie') ein. Für ihn stellen die Phänomene, ob mit oder ohne eine ihnen zugeschriebene Teleologie, grundsätzlich nur Vorstellungen dar, synthetische Erkenntnisse aposteriori. Der Verstand konstruiert sie unter dem Einfluss der an sich noumenalen Sinnesreize und reicht sie weiter an die Vernunft, damit sie etwas habe, um sich in der Welt der Reize zu orientieren, den Organismus sinnvoll steuernd. Die Vernunft projiziert solche Vorstellungen während dessen unbewusst auf die Reizquellen zurück – auch also, um zu adäquaten Beschreibungen der an sich noumenal beschaffenen Naturprozesse zu gelangen –, so komme dieser Erkenntnisart keinerlei objektive Wahrheit zu. Eine solche wohne erst den 12 voraussetzungslos gegeben (apriorischen) Urteilsformen des Verstandes und dem ebenso noumenalen Urgrund des Denkens inne: dem Ding an sich.
Während die apriorischen Urteilsformen dasjenige sind, was das Tohuwabohu der einströmenden Sinnesreize sinnvoll zu Vorstellungen wie die einer blühenden Rose oder eines Atoms gruppiert, ist das allem zugrunde liegende Ding an sich für Kant der Prüfstein der Wahrheit. Schopenhauer formuliert diesen eher technischen Begriff – den Kant auch den Imaginären Bezugspunkt nennt – um zu jenem Willen, der die Welt als Summe aller synthetisch aposteriorischen Vorstellungen gestaltet und sich am deutlichsten mitteile über die Werke der Kunst, insbesondere die Musik (siehe Die Welt als Wille und Vorstellung). Solch Wille ist nach wie vor unvorstellbar noumenal im Sinne des Dinges an sich (s. a. Kants Thesen über das Nichts), jedoch spürbar. Für die Naturwissenschaft könne eine „objektive“ Teleologie daher niemals etwas anderes sein als ein heuristisches Prinzip, denn Naturwissenschaft als solche reiche nur so weit, als die mechanisch-kausale Erklärung der Dinge.
Indem Kant postuliert, die Naturwissenschaft werde einer umfassend fundierten Erklärung der Welt und ihrer Einzeldinge oder -wesen niemals genügen, denkt er an die Physik (griech. physis; Natur), d. h. daran, dass deren mechanistischer Ansatz grundsätzlich nur im Zusammenhang von Ursache und Wirkung operiere – dass sich hier also das Denken strikt innerhalb des kausalen Nexus bewege. Da für die Kausalität als solche keine empirisch bestimmbare Grenze existiert, jenseits derer die teleologische Erklärungsweise notwendig in Kraft trete, ist die mechanische Erklärung für Kant ein potentiell ins Unendliche verlaufender Prozess (vgl. infiniten Regress), bei welchem hinter einer bekannten Wirkung stets eine neue bis dahin unbekannt gewesene Ursache auftauchen muss usw.
All diese Teilursachen aber sind, so Kant, in der Urteilsform der Allheit zusammengefasst, im Anschluss an die der Ein- und Vielheit. Mit dieser Herangehensweise erklärt seine Erkenntnistheorie Natur- und Geisteswissenschaft (physis und psyche) zu apriorisch polaren Aspekten, die in den Urteilsformen der Quanti- und Qualität fußen (über die der Relation vereinigt im Ding an sich als die erste Modalität), und leitet den Begriff der objektiven Teleologie hin zu dem der Organismen (von griech. organon; Werkzeug): „Ein organisiertes Produkt der Natur ist dasjenige, in welchem alles Zweck und wechselseitig auch Mittel ist.“ Daher existieren für dasselbe zwei scheinbar ebenbürtige Optionen, über seine Herkunft und den Sinn des Daseins zu denken: Einerseits unter der Prämisse, selbst ein sinn- und zweckloses Erzeugnis rein zufälliger Begebenheiten zu sein ('mechanistische Physik'), und andererseits unter der, das Geschöpf eines noumenal wirkenden Willens ('teleologische Psychologie').

### Nach Kant
Kants Analyse und Erklärung des Begriffes Teleologie gilt unter den Befürwortern seiner Metaphysik als Ausgangspunkt einer „Philosophie der Biologie“. So entwickelte Konrad Lorenz seine Evolutionäre Erkenntnistheorie und Freud die Metapsychologie. Lacan macht über das Wesen der im Unbewussten schöpferisch tätigen Libido (Energie) das Kant'sche Noumenon bewusst.
Hegel hingegen begrüßt lediglich die aristotelische Idee des immanenten Zwecks, insbesondere unter dem Gesichtspunkt der dem Unbewegten Beweger zugeschriebenen Attribute: Unfehlbarkeit und Allwissenheit. Beide übernimmt Hegel aus leicht einsehbarem Anlass für seinen den Kosmos und vor allem die Geschicke der Menschheit zum Ende lenkenden Weltgeist, dessen „System“ er in Napoleon bereits zu Pferde heranreiten sah. (Ein komödiantisches Analogon aus Kubricks Feder wäre u. U. Dr. Seltsams Ritt auf einer Atombombe oder: Wie ich lernte, die Bombe zu lieben)
Ludwig Feuerbach stellt sich dazu wieder in Gegensatz, genauer gesagt auf die Seite des Mechanizismus Demokrits. Die Aufnahme einer Zwecklehre schade der Physik nur. „Die Teleologie ist unfruchtbar und gebiert nichts, gleich einer gottgeweihten Jungfrau.“ Kants Erkenntnistheorie mit ihrem Entwurf einer höheren, Physiko- und Psychologie in der Kategorie der Ganzheit zusammenfassenden Synthese, scheint ihm demnach fremd, jedoch zielt seine Kritik auf die animistisch-anthropomorphe Teleologie des Christentums und Hegels.
Friedrich Nietzsche bemüht sich in seinen Worten um eine Beseitigung der Teleologie: Metaphysisches Denken sei teleologisches Denken und dies wiederum die Denkungsart der Vernunft gemäß ihres schematischen Interpretierens im „großen Fangnetz-Gewebe der Ursächlichkeit“. Somit fasst er erneut den Kausal-Kontext ins Auge, jedoch wird seine Kritik am Teleologie-Begriff zum Brennpunkt seiner Kritik an der Metaphysik überhaupt. Kant sah die Philosophie insgesamt mit der Metaphysik stehen und fallen – wollte Nietzsche beide beseitigen? Aufschluss gäbe u. U. sein Wille zur Macht.
Friedrich Engels verspottet „die flache Wolffsche Teleologie, wonach die Katzen geschaffen wurden, um die Mäuse zu fressen, die Mäuse, um von den Katzen gefressen zu werden, und die ganze Natur, um die Weisheit des Schöpfers darzutun. Es gereicht der damaligen Philosophie zur höchsten Ehre, daß sie sich durch den beschränkten Stand der gleichzeitigen Naturkenntnisse nicht beirren ließ, daß sie – von Spinoza bis zu den großen französischen Materialisten – darauf beharrte, die Welt aus sich selbst zu erklären, und der Naturwissenschaft der Zukunft die Rechtfertigung im Detail überließ.“ Wolffs empirische Teleologie (Von den Endabsichten der natürlichen Dinge) reize die Lachmuskeln durch ihre kleinbürgerlichen Gesichtspunkte. Engels verwirft die Unterstellung absichtsvoller Handlungen in der Natur als Pantheismus oder Deismus und besteht auf Kausalerklärung, wie sie auch Darwins Evolutionstheorie darstelle.

## In der Wissenschaftstheorie
Wissenschaftstheoretiker wie Hempel, Oppenheim oder Stegmüller sehen in kausalen Erklärungen das oberste Ziel von empirischer Wissenschaft.
Hans Albert zufolge darf es in der Wissenschaft überhaupt nur eine Methode der Erklärung geben. Die Getrenntheit in je eigene Gebiete – etwa auf der Achse von „Geistes-“ und „Naturwissenschaft“ (nomothetisch vs. idiographisch) – sei zwar aus Gründen der spezialisierten Arbeitsteilung zweckmäßig, letztlich aber nicht aufrechtzuerhalten. Demnach stellen 'Geist' und 'Körper' keine wechselseitig unvereinbaren Positionen oder eigenständige Entitäten dar (s. a. Leib-Seele-Problem), es bleibt aber unklar, ob der Autor das von diesen Begriffen Bezeichnete etwa als von vornherein gegebene Kategorien gemäß des Kant'schen Apriori auffasst, oder wie er seine These sonst begründet.
Für Karl Popper liefert die Untergliederung der Wissenschaft in eher geistige und eher natürliche Gebiete – z. B. die mathematische gegenüber der praktischen Physik – kein triftiges Argument, teleologische Erklärungen vom methodisch forschenden Denken auszuschließen. Annahmen eines immanenten oder setzbaren Ziels seien daher für Natur- und Geisteswissenschaften gleichermaßen zulässig. So vertrat er eine teleologische Sicht im Hinblick auf die Entstehung der Arten.
Im Sinne der eingangs erwähnten monistischen Position hebt Stegmüller hervor, dass die Berücksichtigung kausaler Zusammenhänge teleologische Erklärungen nicht ausschließe, vielmehr ergänze sich beides zu einer höheren Synthese. Daher integriere jede echte Teleologie – zu einer solchen zählt u. a. die Rückführung des menschlichen Verhaltens auf die erste Ursache (Quelle) und das Ziel seiner Bedürfnisse – eine kausale Erklärung.
Von der echten teleologischen Erklärung unterscheidet er die scheinbar echte, welche ein Naturphänomen darlegen soll, das sich zwar auf einen bestimmten Zustand hinbewegt („Zielgerichtetheit“), jedoch ohne dass dafür eine Zwecksetzung („Zielintention“) nachweisbar sei. So streben aus physikalischer Perspektive alle Phänomene ein möglichst niedriges Energieniveau an (fallen Gegenstände von 'Oben' nach 'Unten' herab; wird Heißes kalt), nur eben nicht aufgrund eines ihnen immanenten Bedürfnisses oder Auftrags von Seiten einer übernatürlichen Intelligenz.
Dieser Versuch einer Unterscheidung der echten von den scheinbar echt teleologischen Erklärungen bildet den Kern der wissenschaftstheoretischen Auseinandersetzung um die Teleologie. Während metaphysische Positionen wie die von Platon und Kant jegliches Phänomen als synthetische Vorstellung aposteriori darlegen (zusammengefügt unter dem Mitwirken apriorischer Urteilsformen; Ideen) und daher die bewusste Wahrnehmung – den zentralen empirischen Akt – als noumenal-/unvorstellbares wiewohl spürbares Geschehen auffassen, lehnt die Position des Empirismus diese Perspektive ab mit dem Argument, dass für noumenale Postulate kein Beleg zu haben sei, der der Sinnlichkeit (Empirie) entstammt. Dabei handelt es sich um einen Zirkelschluss, der sich abgesehen davon, dass er Noumena wie Kants Ding an sich, Schopenhauers Wille oder Anaximanders Apeiron (Quelle und Ziel aller Phänomene) negiert, implizit gegen die Hypothese des Bewusstseins wendet und daher Strömungen wie die des eliminativen Materialismus begünstigt. Für diesen ist das Leibniz'sche Mühlengleichnis also kein Problem; es gibt einfach keinen 'Geist in der Maschinerie' – weder in der der Mühle, noch in der des Menschen.
Demzufolge wird eine Kantisch metaphysische Erklärung dessen, was Kausalität und zulässige Teleologie seien,* von manchen empiristischen Wissenschaftlern keine Gültigkeit beigemessen. (* Siehe oben: Ein potentiell ins Unendliche laufender Prozess aus immer nächsten Ursachen, und die Sicht der organisierten Naturprodukte, für die ihrer erstursächlichen Bedürfnisse wegen deren Stillung der Zweck all ihres Tuens ist). Stattdessen favorisieren sie Modelle, die den kausalen Nexus ggf. mit einer per Definition physikalisch Ersten Ursache beginnen lassen: dem sog. Urknall, und zwar ungeachtet der Tatsache, dass die Singularität, welche die Mathematik dem Urknall logisch 'voraus' setzt, ein rein geistiges (noumenales) Postulat darstellt, das sich „an sich“ prinzipiell nicht empirisch verifizieren lässt. (Gilt demnach das materielle Dasein des Kosmos als 'tautologischer Beweis' der Singularität?) Konsequent weiter gedacht kann aus dieser Perspektive im Kosmos kein noumenaler Wille im Sinne etwa der göttlichen Substanz Spinozas oder Platons Dynamis walten; so unternimmt man den Versuch, die Evolution der unbelebten Phänomene – ausgehend von Superstrings oder rein mathematischen Strukturen? – zu Atomen, Licht, Sternen, Planeten, Galaxien und Lebewesen 'geistfrei' zu erklären – etwa über das Konzept der sog. Selbstregulation. Hierbei gehorchen die Phänomene einem „Programm“, das sich auszeichnet durch Lernfähigkeit, respektive das Vermögen, sich ohne externe Steuerung an neue Faktoren anzupassen.
Dies ist für Stegmüller kein Anlass, sich gegen sein Postulat der echten Teleologie zu wenden; im Gegenteil müsse der Versuch unternommen werden, entsprechende Phänomene ergänzend mit Hilfe der Funktionalanalyse zu erklären. Wichtig wäre hier die Frage, an welche Art Nachweis bezüglich der implizit angenommen „Zielintention“ er denkt.
Im Gegensatz zu manchen Wissenschaftstheoretikern hält v. Wright teleologische (intentionale) und kausale Erklärungen insbesondere in jenen Wissenschaftsgebieten für notwendig, die sich mit der Erforschung des Menschen befassen (u. a. Kulturanthropologie, Historik, Humanetho- und Psychologie), da bezüglich des Phänomens Homo sapiens in der Regel nicht bezweifelt wird, dass es mit Bewusstsein ausgestattet sei. Daher wird in diesen Gebieten das jeweilige Wissen und Glauben über unser Verhalten (Griechisch Ethos) in die Beschreibung mit einbezogen: sowohl bezüglich seiner kosmologischen und biologisch-evolutionären Ursachen, als auch in Hinblick auf seine bewussten Ziele und unbeabsichtigten Folgen.

### Naturphilosophische Emergenz
Kant führte den Begriff der Selbstorganisation in seiner Kritik der Urteilskraft ein, um die belebte Sphäre zu charakterisieren: Demnach sagt man von der Natur mit ihrem Vermögen, Organismen zu erzeugen, bei weitem zu wenig, wenn man diesen Vorgang ein Analogon der Kunst nennt. Denn in der Kunst denkt man sich den Künstler (ein vernünftiges Wesen) als eine außerhalb seiner Werke stehende Instanz. Die Natur jedoch organisiert sich selbst, zwar in jeder Gattung ihrer Produkte nach einem gleichen Muster, doch in den einzelnen Organismen auch mit Abweichungen, die ihrer Selbsterhaltung gegenüber den umgebenden Faktoren förderlich sind.
Diese Auseinandersetzung mit der damals jungen Evolutionstheorie, parallel zu seiner in den Prolegomena dargelegten Erweckung aus dem „dogmatischen Schlummer“ durch die Konfrontation mit dem Empirismus David Humes, führte Kant zu der doppelten Erkenntnis, dass ebenso wie einerseits der Physik – die als reine 'Körper'-Wissenschaft im 'geistlosen' Mechanizismus des Folgens von Wirkungen aus Ursachen ankert – inhärente Erklärungsgrenzen gesetzt sind, es andererseits nicht möglich ist, die Herkunft des 'Geistes' kausal zu erklären – überhaupt die Kausalität aus der Empirie herzuleiten.
F. Schelling, als Begründer der „dynamistischen Naturphilosophie“ einer der Exponenten des Deutschen Idealismus, griff Kants Überlegungen auf und erweiterte dessen Konzept der das Bewusstsein im Menschen selbstorganisierenden Natur zu einer auch die Sphäre des Anorganischen umfassenden Naturphilosophie. Dabei erkannte er, dass es nicht hinreicht, lediglich das offenbare Selbsterhaltungsstreben der verschiedenen Systeme zu thematisieren. Vielmehr müssten sie von ihrem „ersten Ursprung“ her erkannt werden. Selbst das „dynamische Gleichgewicht“ stelle keine erste Ursache dar, vielmehr handelt es sich auch hierbei um das Produkt eines tiefergehenden Prozesses der hervorbringenden Natur (natura naturans). Schellings Naturphilosophie, die an die Kosmogonie Platons u. a. im Timaios anknüpft, ist daher im Kern eine Theorie der Emergenz.

## In der Biologie
Anders als in der frühen Neuzeit erhebt die moderne Biologie Anspruch, Herkunft, Beschaffenheit und Dynamik der Organismen erklären zu können, ohne dafür auf zwecksetzende Instanzen zurückzugreifen. Diese Negation einer transzendenten oder immanenten ersten Ursache im Sinne einer „höheren Absicht“ oder eines noumenalen Willens, teilt die moderne Biologie seit Darwins Evolutionstheorie insbesondere mit der Physik als das klassische Grundgebiet aller Naturwissenschaften, so verfolgt sie jenen Ansatz, den Kant als Mechanismus bezeichnet: Beschreibung der Phänomene, welche als Wirkungen von Ursachen gelten, hinter denen beim erneuten und möglichst noch genauerem Hinsehen (mittels verbesserter Mikro- und Teleskope) bis dato unbekannte Phänomene auftauchen, die ihrerseits Ursachen haben müssen usw. ins Unendliche.

### Ordnung vs. Babylonische Begriffsvielfalt
Diese Herangehensweise revolutionierte ab dem frühen zwanzigsten Jahrhundert die naturwissenschaftliche Forschung: Weder lassen sich Raum und Zeit voneinander getrennt denken (Relativitätstheorie), noch die sich in diesem Kontinuum strukturierenden Phänomene überhaupt beliebig exakt messen (Unschärferelation), ja wurde erkannt, dass es eine prinzipielle Grenze gibt (Planck-Einheiten), ab der es unmöglich wird, Ursache und Wirkung auseinanderzuhalten, respektive rational nachvollziehbare Gedanken zu fassen. Demnach waltet ‚hinter‘ unseren Vorstellungen zwar kein Nichts, aber eine mathematische Singularität – das Reservoir oder Potential jener Energie, die durch den Urknall als Kosmos – ex 'nihilo' – materialisiert. Der Kosmos gilt als Phänomen und dem Werde-Vergehen unterworfen, die Energie selbst als unentstanden-unzerstörbar (s. Erhaltungssatz). Somit ankert die moderne Naturwissenschaft auf einem durch die Mathematik präzise formulierten Gedanken, dessen methodischer Anwendung zweifellos unzählige großartige Errungenschaften zuzuschreiben sind (ohne sie gäbe es weder moderne Kosmologie noch Computer noch Gentechnologie), freilich eruiert sie aus der Singularität keinerlei Sinn und Zweck. Weder für den Kosmos im Ganzen noch für den Menschen im Einzelnen.
Teleologien, die dies aufgrund ihres Fundaments in der Metaphysik zu leisten versprechen, indem sie den Begriff beleuchtet, darüber hinaus weitere wie Raum und Zeit, Körper und Geist (Physis und Psyche) als Antinomien darlegt und in eine gemeinsame Struktur apriorischer Urteilsformen einbettet, nimmt man in Physik und Biologie kaum zur Kenntnis oder erklärt sie infolge des vermeintlich rein spekulativen Charakters der Metaphysik von vornherein für ungültig. Erwägungen zur ersten Ursache im Sinne eines Sinns des Kosmos und des menschlichen Daseins überlässt man – teils unter neu gebildeten Begriffen wie dem des Naturalismus – der Philosophie oder erklärt sie zum Aberglauben mancher Theologen.
Nach Gerhard Vollmer etwa zeichnet sich der naturalistische Ansatz nicht durch eine seines Erachtens wünschenswert vollständige Eliminierung metaphysischer Voraussetzungen aus (vgl. eliminativer Materialismus), sondern lediglich durch deren Minimierung. Allerdings wird der Teleologiebegriff oft nicht gründlich untersucht, etwa indem man nach echten (‚psychologischen‘) und scheinbar echten (‚physikalischen‘), wissenschaftlich fundierten und religiös-/ideologischen Zwecklehren wie Hegels vom Kommunismus übernommenem „Weltgeist“ differenziert. Auf diese Weise werde eine fundierte Eindordnung des Begriffes zusätzlich erschwert.
Laut Ernst Mayr indes ließen sich dreierlei Bedeutungen von Teleologie differenzieren:
1. unilineare evolutionäre Sequenzen (Progressionismus, Orthogenese);
2. scheinbare oder echte zielgerichtete Prozesse;
3. teleologische Systeme.[43]

Eine scheinbar zweckvoll angelegte Herkunft der Lebewesen, Systemen wie dem seit Äonen zwischen bestimmen Mini- und Maxima schwankenden Gleichgewicht des Klimas auf diesem Planeten oder ebenso stabiler wie schöner Strukturen wie den Spiralgalaxien im Kosmos gemäß der von Florian Freistetter dargelegten „Irrationalsten von allen Zahlen“, wird unter Begriffen wie evolutive Anpassungen oder Selbstregulation zusammengefasst. Unerwähnt bleibt oft, dass Kant dem gegenüber von Selbstorganisation spricht und dabei der Auffassung ist, dass es nicht genüge, die natürlichen Prozesse nur mit der schöpferischen Tätigkeit eines Künstlers zu vergleichen. Vielmehr scheint er das Argument umzudrehen, indem er anhand dieser von ihm kritisch betrachteten „Analogie“ darauf hinweist, dass der Künstler als intelligentes Wesen außerhalb seines Werkes stehe. Demnach stellt das menschliche Bewusstsein das beeindruckendste der ihm selbst bislang bekannten Werke einer sich immanent selbst organisierenden Natur dar.
Offenbar ohne Kenntnis von Kant führte 1958 Colin S. Pittendrigh das Konzept der Teleonomie ein, um den Eindruck der scheinbaren Zweckmäßigkeit des evolutiven Geschehens, dem wir laut Darwin die erstaunliche Volumenzunahme unseres Gehirns zu verdanken haben, auf automatisch ablaufende Programme – wie beispielsweise unser Genom – zurückzuführen.
Diesem Gedanken hält man entgegen, dass er die Frage nach dem Wesen der Teleologie auf ein rein terminologisches Problem reduziere, indem er durch das Benennen eines programmatischen Ablaufs zwar die Nebenbedeutung der inneren Absicht oder übernatürlichen Steuerung eliminiere, dabei aber unberührt lasse, dass ein Programm oder Algorithmus (Denk- oder Handlungsanweisung) im üblichen Verständnis des Begriffes eines Programmierers bedarf. So bleiben nach wie vor folgende Optionen offen bzw. nebeneinander stehen:
- Entweder liegt der Tatsache des Daseins des unter anderem uns hervorbringenden genetischen Programms ein geistloser Mechanismus als erste Ursache zugrunde.
- Oder ein lernfähig schöpferischer Spieltrieb im Sinne der Feuer=Welt-Äquivalenzgleichung Heraklits oder Freuds noumenaler Libido-Energie.
- Oder ein allmächtiger religiöser Schöpfer, der in seiner Unfehlbarkeit bereits die ersten von ihm hergestellten Menschen eine strafwürdige Fehlleistung begehen ließ.
- Oder eine höhere Intelligenz wie der von vornherein allwissende Demiurg Aristoteles‘, der somit ebenfalls eine Art von Erste Ursache darstellt, die die heutigen Biologen und Physiker – da sie als solche weder Theologen noch Metaphysiker noch Philosophen sind – ohnehin ablehnen würden.

Schließlich – so Bartels und Stöckler – sei auch die u. a. von Stegmüller empfohlene Kopplung des biologischen Funktionsbegriffes an mathematische Funktionen nicht hilfreich, da dies dem tatsächlichen Gebrauch in der Biologie nicht gerecht würde. Hier stellt sich die Frage, ob den Autoren unbekannt wäre, dass weder die Berechnung der mechanischen Flugeigenschaften einer Fliege noch die Rückverfolgung Millionen Jahre alter Genlinien beim Erforschen der evolutiven Verwandtschaft zwischen Homo sapiens und Schimpansen ohne Anwendung mathematischer Funktionen machbar sind, bzw. an welche Art von „tatsächlichem Gebrauch“ sie denken.

## In der Psychologie
Die Individualpsychologie nach Alfred Adler und Rudolf Dreikurs geht davon aus, dass der tiefenpsychologische Grundantrieb des Menschen teleologisch ist. Die Individualpsychologie spricht in diesem Zusammenhang von „Finalität“. Adler nennt die grundlegende Finalität eines Menschen den „Lebensstil“. Auch die Analytische Psychologie nach C. G. Jung vertritt diesen Ansatz einer finalen Methodik aus einem nicht nur kritisch beurteilten kausal-mechanistischen, sondern insbesondere positiv auch aus einem psychoenergetischen Standpunkt heraus. Jung bevorzugt allerdings den Begriff Finalität, um das Missverständnis einer vorwegnehmenden Zwecksetzung zu vermeiden. Das letztlich erreichte Ziel steht am Anfang des Prozesses, der zu einem bestimmten Ziel führt, oft noch nicht fest, da Nebenwirkungen auftreten können. Vgl. → Intentionalität, Gesinnungsethik, Verantwortungsethik.

## In der Handlungstheorie
In der Handlungstheorie der praktischen Philosophie dient Teleologie als ein Grundprinzip zur Beschreibung und Erklärung. Teleologie ist die Berufung auf das Ziel der Handlung, dessen Realisierung der Handelnde als Handlungsfolge zusammen mit den anderen Folgen zu verantworten hat. Es wird daraufhin geprüft, ob diese praktischen Folgen (etwa Annehmlichkeit, Nützlichkeit) zur Realisierung eines Werts beitragen. Das Begründungsverfahren lässt Zwischenstufen zwischen gut und schlecht zu.

## In der normativen Ethik
Außerdem bezeichnet man Ethiken als teleologisch, wenn diese Handlungen lediglich an dem herbeigeführten Zustand messen, ohne dabei auf Handlungsmotive oder moralische Pflichten zu rekurrieren. Die utilitaristische Ethik vertritt ein solches Modell, wenngleich es auch hier Bestrebungen gibt, den Utilitarismus um die Einbeziehung von Handlungsmotiven zu erweitern. Es gibt auch anti-teleologische Ethiken, beispielsweise die von John Rawls in A Theory of Justice entwickelte Theorie der Gerechtigkeit. Viele Theorien in der Philosophie sind auch im universalistischen Sinne teleologisch: So ist für den Eudämonismus der objektive Erfolg in Bezug auf besondere Lebensziele entscheidend, für einen Hedonisten hingegen das subjektive Glückserleben (z. B. durch sinnliche Reize oder Erfolgserlebnisse), für den Utilitaristen die Befriedigung von Bedürfnissen und für den Perfektionisten beste Ergebnisse in der Kultur das Ziel.

## In der Rechtswissenschaft
In den Rechtswissenschaften wird als „Teleologie“ eine besondere Auslegungsmethode bezeichnet. Sie wird als die vierte klassische Auslegungsmethode aufgeführt, neben der grammatischen (der Wortlautanalyse), der systematischen (der Frage nach der Stellung im Rechtssystem) und der historischen (welche den „gesetzgeberischen Willen“ mitberücksichtigt und hermeneutisch zu verstehen versucht).
Die teleologische Auslegung fragt nach Sinn und Zweck eines Gesetzes, der sogenannten ratio legis. Überprüft wird dabei, ob dieser Sinn und Zweck im Einzelfall erfüllt wird.